# TTRE
TTRE（ティーティーアールイー）はアカペラグループRAG FAIRの土屋礼央が2011年6月1日に立ち上げたソロプロジェクト。
Today Tsuchiya Re-invent Entertainmentの略であり、エンターテインメントを再発掘するというコンセプト。
テレビやラジオに出演する際には「土屋礼央(TTRE)」と表記されるがRAG FAIRとズボンドズボンも入る場合がある。
愛称はてってれ、土山。

## 概要
立ち上げ日の2011年6月1日の20時からYouTubeでコンセプトを説明した。そこで半年間毎月楽曲を配信、ファンクラブであるIN THE PANTSの設立、土屋の誕生日である9月1日にTTRLというライブを開催することを発表。
ワタナベエンターテインメントに所属しているが、TTREとして活動する際はファッションブランドlessthan*が協力。ファンクラブと通販と衣装の担当をしている。

## サポートメンバー
近田潔人
TTREのサウンドプロデューサー。楽曲のアレンジ兼ギター担当。土屋と同い年。愛称はコンちゃん。 2011年7月28日開催の『WELCOME TO THE "IN THE PANTS!"』、 同年9月1日開催の『TTRL2011』、2012年3月23日・25日開催の『Humour Live』、同年9月1日開催の『TTRL2012』のギターを担当。
dop
lessthan*のクリエイター。TTREの衣装やグッズデザインを担当。2012年4月14日から開催されているライブlessthan* Loveの主催者でもある。
鈴木渉
元ズボンドズボンのメンバーでありベース担当。1stデジタルシングル「what color?」から参加。 2011年7月28日開催の『WELCOME TO THE "IN THE PANTS!"』、同年9月1日開催の『TTRL2011』、2012年3月23日・25日開催の『Humour Live』、同年9月1日開催の『TTRL2012』のギターを担当。
波田野哲也
2011年7月28日開催の『WELCOME TO THE "IN THE PANTS!"』、同年9月1日と2012年9月1日開催の『TTRL』のドラムを担当。
宮崎裕介
2011年7月28日開催の『WELCOME TO THE "IN THE PANTS!"』、同年9月1日開催の『TTRL』のキーボードを担当。
柿崎洋一郎
2012年9月1日開催の『TTRL』のキーボードとトークボックスを担当。
奥田健介
ノーナ・リーヴスのメンバー。2013年8月14日開催の『I am aim』から参加。ギターを担当をし、アルバム「ユラユラ」ではアレンジにも携わっている。
坂和也
2013年8月14日開催の『I am aim』から参加中。キーボードを担当。
北野愛子
10人編成のドラマーズバンドDQS(ドラム・クイック・サービス)のメンバー。2013年8月14日開催の『I am aim』から参加中。ドラムを担当。
須藤優
2013年8月14日開催の『I am aim』から参加。ベースを担当。
西塚真吾
2014年12月31日開催の『DISC GARAGE presents BORDERLESS』から参加中。ベースを担当。
菅田直人
ズボンドズボンのドラム兼ツッコミ担当。2014年8月9日開催の『音霊SEA STUDIO 2014』、10月11日の『AGEO街フェス2014』、12月18日・19日の『SOLE CAFE presents冬のTTREアコースティックライブ』にカホンで参加。コーラスも担当している。
三沢崇篤
ズボンドズボンのサポートギタリスト。菅田直人と同じライブに参加。AGEO街フェスで折角ならコンビ名を決めようとなり、スキマスイッチみたいな違う言葉を合わせた名前にしたいということで暫定的に「おからミシン」になる。後に歌手の吉田山田風にした「菅田三沢」に正式決定。
須藤ヒサシ
2015年12月23日開催の『TTRC2015』から参加。その際はウッドベースを担当していたが、後の2016年7月開催の『ブラーリツアー』ではベースも担当。
鳥居塚尚人
2019年5月6日開催の『TTRE LIVE～10連休終わり良ければすべて良しSP～』でベースを担当。
友重悠
2022年9月12日開催の『TTRL2022』でベースを担当。

## ディスコグラフィー

### デジタルシングル
2011年6月から毎月1日に楽曲を配信。「アイサレンダー」「U.S.R」「ソラカラ」は新作、その他はTTRE始動以前に披露をしている曲になる。
| 配信日        | タイトル         | 備考 |
| ------------- | ---------------- | --- |
| 2011年6月1日  | what color?      | 2009年8月9日に行われたReo Live-ing Vol.0 I.J.Pでビアンコネロの古賀たかしとの共作として初披露された                                                                    |
| 2011年7月1日  | アイサレンダー   | コーラスにズボンドズボンの黒崎ジュンコが参加している |
| 2011年8月1日  | ナウ・ヒア・マン | オールナイトニッポンを担当している時に受験生を応援する曲として作られた。元のタイトルは「過去今未来」。 The Beatlesの「Nowhere Man」に近い名前にしている               |
| 2011年9月1日  | U.S.R.           | タイトルはウマシカロックスの略 |
| 2011年10月1日 | オモイデツアー   | ズボンドズボンのライブ等で歌われていた曲。元のタイトルは「君と見上げた空」                                                                                            |
| 2011年11月1日 | ソラカラ         | 2011年9月1日に行われたTTRLで初めて披露された。元のタイトルは「Thanks空からのプレゼント」                                                                              |
| 2011年12月1日 | 君の音色         | 2009年6月6日に行われたズボンドズボンのライブ・赤坂でコレでメンバーの菅田直人の結婚報告と同時に初披露された。 配信される際に近田潔人のアドバイスにより歌詞を全て変える |

### アルバム

#### Humour
2012年3月21日に発売された1Stアルバム。初回特典でソラカラ・アイサレンダー・君の音色を混ぜたPVとTTRL2011の模様が一部収録されたDVDが同梱。
- Kond'anch Neil[3]
- what color?
- アイサレンダー
- iPlease[4]
- 君の音色
- U.S.R
- ソラカラ
- 不安ありがとう〜uki uki parade〜[5]
- オモイデツアー
- ナウ・ヒア・マン
- 僕は音

#### ユラユラ
2014年2月26日に発売された2ndアルバム。限定盤AとBがあり、AはユラユラのPVとレコーディング風景とTTRL2013の模様がダイジェストで収録されたDVD、Bは写真集とエッセイが加わった歌詞カードが同梱。
リリースイベントが行われる店舗ではオリジナルフォトプリントが先着順で配布された。
アレンジャーにNONA REEVESの奥田健介、近田潔人、ビアンコネロの古賀たかし、佐藤希久生が参加している。
2014年3月8日から「エクスポーズ」が東京MX F.C.TOKYO魂！のオープニングとエンディングテーマになった。
- エクスポーズ[6]
- ユラユラ
- いっさいがっさい
- oh!oh!oh![7]
- ブエノスアイレス
- ポテチがハグキに刺さった[8]
- バラバラ
- tap water
- もういいかい？

#### スギテツ presents 走れ！夢の超特急楽団〜Super Express 50th Anniversary Album〜
2014年10月1日にリリースされたコンピレーションアルバム。「拝啓 新幹線さま」に参加。新幹線を擬人化し手紙を送る内容で曲も担当していたが、スギテツに渡したところギターアレンジからピアノアレンジに変更されていた。

#### ブラーリ
2016年7月2日にリリースされた3rdアルバム。店頭販売ではなくブラーリツアーの会場で発売され、後にヴィレッジヴァンガードオンラインストアで発売される。
TTRE初ゲストボーカルを招いている。早稲田大学のバンドサークルModern Music Troopに在籍ていた時の先輩沖井礼二が所属するTWEEDEESのボーカル清浦夏実、同じくバンドサークル時代に交流があったNONA REEVES西寺郷太、キラメキミュージックスターキラスタのゲスト出演後に交流を持った吉澤嘉代子が参加している。
- 今日はTTRE
- 忍ばせろミュージック feat.清浦夏実（TWEEDEES）
- それが、愛 それが、愛 feat.西寺郷太（NONA REEVES）
- くちびるが持つ力 feat.吉澤嘉代子[9]
- 老い！
- オネスティ
- 世田谷線[10]
- 消しゴムなんていらないさ
- てれててれて
- 君とwar war 嫌
- 素敵な事があったら

## ライブ・イベント
※RAG FAIR、ズボンドズボンとして出演のものは除く
| 日付                                         | タイトル | 会場                                                    | 備考 |        |        |        |
| 2011年                                       | 2011年 | 2011年                                                  | 2011年 | 2011年 | 2011年 | 2011年 |
| -------------------------------------------- | --- | ------------------------------------------------------- | --- | ------ | ------ | ------ |
| 2011年 7月28日                               | WELCOME TO THE "IN THE PANTS!"                                                                                             | Mt.RAINIER HALL SHIBUYA PLEASURE PLEASURE               | |        |        |        |
| 2011年 9月 1日                               | TTRL2011前フリ公演 | 渋谷BOXX                                                | TTRL2011の事前説明ライブ |        |        |        |
| 2011年 9月 1日                               | TTRL2011 | 渋谷AX                                                  | |        |        |        |
| 2011年10月16日                               | sweet×FC東京 プレミア女子会Special SUPPORTTED BY ROYAL PARTY                                                               | 味の素スタジアム                                        | サッカー観戦講座の特別講師として出演 |        |        |        |
| 2011年11月12日                               | 土屋礼央の前フリを聞いてFC東京を応援しよう！Vol.1                                                                          | 味の素スタジアム                                        | 対戦相手は水戸ホーリーホック。2-0で勝利 |        |        |        |
| 2012年                                       | |                                                         | |        |        |        |
| 2012年 3月23日 - 3月25日                     | Humour Live | 渋谷O-EAST 大阪umeda AKASO                              | |        |        |        |
| 2012年 3月27日                               | Humourトーク&ミニライブ | 銀座山野楽器                                            | |        |        |        |
| 2012年 4月22日                               | Humourリリースイベント | 新星堂本社地下ステージ                                  | Humourの購入時に貰えるハガキを応募し、当選者のみ参加できた |        |        |        |
| 2012年 6月10日 - 7月 1日                     | TTRE×ビアンコネロ アコースティックLIVE                                                                                     | 渋谷AX 他                                               | ラジオ番組風のライブだったが、途中で通常のライブ構成になった。 渋谷AX公演のみステージに観客席（通称ゴルゴ席）を設ける。 |        |        |        |
| 2012年 6月23日                               | ちょうふ音楽祭2012LIVE PLUS                                                                                                | 調布市グリーンホール                                    | ツアーで共演していたビアンコネロがサポートメンバーになる |        |        |        |
| 2012年 6月30日                               | lessthan* Love Vol.3 | 渋谷gee-ge                                              | 広沢タダシとdopが主催のライブ。ビアンコネロの古川けんぢがサポートメンバーになる。 |        |        |        |
| 2012年 7月 7日 - 7月 8日                     | TTRE×ビアンコネロ アコースティックライブ後夜祭                                                                             | 宇都宮悠日カフェ 長野日和カフェ                         | 全国ツアーの追加公演 |        |        |        |
| 2012年 7月16日                               | FC東京フェスティバル2012 presented by 東京ガスライフバル                                                                   | 味の素スタジアム                                        | |        |        |        |
| 2012年 7月28日                               | トーキョーマッチデーステージ                                                                                               | 味の素スタジアム                                        | 特設ステージでトークショーを行い、試合開始直前に「You'll Never Walk Alone.」を歌う |        |        |        |
| 2012年 8月25日                               | TTRL2012 MFK | 渋谷BOXX                                                | TTRL2012の事前説明ライブ。MFKは前フリ公演の略 |        |        |        |
| 2012年 9月 1日                               | TTRL2012 | 渋谷AX                                                  | |        |        |        |
| 2012年10月 1日                               | Asagaya/Loft A 5th Anniversary『メガネミーティング』                                                                       | 阿佐ヶ谷Loft A                                          | メガネをかけてくると300円キャッシュバックされた |        |        |        |
| 2012年10月21日                               | TTRE×ビアンコネロin中京学院大学                                                                                            | 中京学院大学中津川キャンパス                            | 中京学院大学の第20回どうだん祭りのゲストとして出演。ライブ後に行われたビンゴ大会の司会も務める |        |        |        |
| 2012年10月27日                               | 土屋礼央の前フリを聞いてFC東京を応援しよう！Vol.2                                                                          | 味の素スタジアム                                        | 対戦相手はコンサドーレ札幌。5-0で勝利 |        |        |        |
| 2012年11月13日                               | Asagaya/Loft A 5th Anniversary トトト 〜トイレットトトレイン 〜 vol.4                                                      | 阿佐ヶ谷Loft A                                          | ダーリンハニーの吉川正洋とどきどきキャンプの佐藤満春と共にトイレと電車の事について語るトークライブ |        |        |        |
| 2012年11月15日                               | Music Interact Football for ALL                                                                                            | 渋谷O-EAST                                              | サッカーと音楽が融合したライブ。土屋はサッカーの実況を担当 |        |        |        |
| 2013年                                       | |                                                         | |        |        |        |
| 2013年 1月 6日                               | lessthan* BIG LOVE | ラフォーレミュージアム原宿                              | 過去のlessthan* Loveのゲストが全員集結したライブ。ライブ内の出演者紹介アナウンスも担当。 |        |        |        |
| 2013年 1月11日                               | REO STATION Vol.1 | 渋谷7th Floor                                           | 毎月金曜にゲストを迎えて行うライブ。20時からUSTREAMで配信される。 配信中にレオナルホドステーションというコーナーを設け、蕎麦の打ち方について語る。 テレビ朝日にて放送のミュージックステーションに憧れているという設定の為、出演依頼が出た場合は公演は中止される。 ビアンコネロがゲストだったが、配信中に全6公演に出演する事が決定された。 |        |        |        |
| 2013年 1月26日                               | 音蹴杯2013 | さいたまスーパーアリーナ                                | 司会進行として出演 |        |        |        |
| 2013年 2月 1日                               | REO STATION Vol.2 | 渋谷duo Music Exchange                                  | ゲストは早稲田大学のサークルModern Music Troupの先輩である土岐麻子。 レオナルホドステーションのテーマは渋谷東横線移転について。 この回から課題として毎回カバー曲を行いなおかつ新曲を作る事になる。 新曲のタイトルは「無題」だったが、のちに「エクスポーズ」になる。カバー曲はビートルズ「Hello Goodbye」                                  |        |        |        |
| 2013年 2月11日                               | FC東京フェスティバル2013 presented by 東京ガスライフバル                                                                   | 東京競馬場                                              | F.C.TOKYO魂！のレギュラー陣として出演 |        |        |        |
| 2013年 3月 1日                               | REO STATION Vol.3 Jリーグ開幕直前語り合いたいSP                                                                            | 渋谷LOFT/PLUS ONE                                       | ゲストはRAG FAIR加納孝政、GAKU-MC、渡邉一平、西野努、FC東京代表取締役社長阿久根謙司。 例外として開演と同時にUSTREAMの配信が始まり、この回からレオナルホドステーションは行われなくなる。 新曲は「tap water」。カバー曲は「you'll Never Walk Alone」。                                                                                      |        |        |        |
| 2013年 3月23日                               | オオゼキタク「ひばり」リリースイベント                                                                                     | 渋谷gee-ge                                              | 1部2部共にゲスト出演 |        |        |        |
| 2013年 3月24日                               | IN THE PANTS STATION | 阿佐ヶ谷LOFT A 他                                       | |        |        |        |
| 2013年 4月12日                               | REO STATION Vol.4 | 渋谷duo Music Exchange                                  | ゲストは土屋に似ているMONOBRIGHTの桃野陽介。 新曲は「up-to-date」。カバー曲はOasisの「Whatever」 |        |        |        |
| 2013年 4月15日                               | トトト 〜トイレットトトレイン〜 vol.5                                                                                      | 阿佐ヶ谷Loft A                                          | |        |        |        |
| 2013年 5月 3日                               | REO STATION Vol.5 | 渋谷duo Music Exchange                                  | ゲストはNONA REEVESの西寺郷太。 新曲は「もういいかい？」。カバー曲はRAG FAIR「ラブラブなカップルフリフリでチュー」 |        |        |        |
| 2013年 5月20日                               | トトトイガイ | 阿佐ヶ谷Loft A                                          | トイレと電車以外の事について語るトークライブ |        |        |        |
| 2013年 5月21日                               | 入口は土屋、出口はコチラ土屋礼央と出口博之のうんちく座談会                                                                 | 阿佐ヶ谷Loft A                                          | |        |        |        |
| 2013年 6月28日                               | REO STATION Vol.6 | 渋谷duo Music Exchange                                  | ゲストは元ズボンドズボンメンバーのさかいゆう。 新曲は「優しいメロディー」。カバー曲は嵐「Happines」 |        |        |        |
| 2013年 7月10日                               | 土屋礼央のウィキペディアナイト                                                                                             | 阿佐ヶ谷Loft A                                          | 土屋のウィキペディアを見てトークをするライブ。ゲストはダーリンハニー長嶋智彦 |        |        |        |
| 2013年 8月14日                               | I am aim | 恵比寿club aim                                          | |        |        |        |
| 2013年 8月22日                               | SECRET BASE vol.1 | 渋谷CLUB QUATTRO                                        | |        |        |        |
| 2013年 9月 1日                               | TTRL2013 | 渋谷AX                                                  | 近田潔人、RAG FAIR引地洋輔、ズボンドズボン黒崎純子がゲストで出演。開演前のアナウンスで撮影の許可が下りた |        |        |        |
| 2013年 9月29日                               | ビアンコネロワンマンライブ -otsukiimi                                                                                      | 北とぴあ プラネタリウム「スペースゆう」                 | シークレットゲストとして出演 |        |        |        |
| 2013年10月 1日                               | Asagaya/Loft A 6th Anniversary『めがねミーティング』                                                                       | 阿佐ヶ谷Loft A                                          | |        |        |        |
| 2013年10月 3日 - 10月10日                    | CIRCLE TOUR 〜UTAMATSURI2013〜                                                                                             | 渋谷AX 他                                               | ワタナベエンターテインメントのファンクラブCIRCLEのライブのゲスト出演 |        |        |        |
| 2013年11月10日                               | 土屋礼央の前フリを聞いてFC東京を応援しよう！Vol.3                                                                          | 味の素スタジアム                                        | 対戦チームはセレッソ大阪。1-2で敗北 |        |        |        |
| 2013年11月24日 - 11月27日                    | TTRE×MONOBRIGHT どっちが土屋でどっちが桃野だッアー！！                                                                     | 大阪心斎橋Music Club JANUS 他                           | |        |        |        |
| 2013年12月 2日                               | TTRE×MONOBRIGHT どっちが土屋でどっちが桃野だッアー!!公開打ち上げトークイベント                                             | 阿佐ヶ谷LOFT A                                          | |        |        |        |
| 2013年12月23日                               | TTRC 2013 〜TTRE Christmas Live〜                                                                                          | Mt.RAINIER HALL SHIBUYA PLEASURE PLEASURE               | |        |        |        |
| 2013年12月30日                               | LIVE DI:GA JUDGEMENT 2013                                                                                                  | TSUTAYA O-WEST                                          | |        |        |        |
| 2014年                                       | |                                                         | |        |        |        |
| 2014年 2月 9日                               | 土屋礼央FC東京応援トークショー                                                                                             | 東京競馬場                                              | 大雪の影響の為、中止になった |        |        |        |
| 2014年 2月11日                               | FC東京フェスティバル2014 presented by 東京ガスライフバル                                                                   | 東京競馬場                                              | F.C.TOKYO魂！のレギュラー陣として出演 |        |        |        |
| 2014年 2月12日                               | TTRE『ユラユラ』IN THE PANTSメンバー限定アルバム初聴き会                                                                   | 阿佐ヶ谷LOFT A                                          | |        |        |        |
| 2014年 2月28日- 3月23日                      | TTRE『ユラユラ』発売記念“ミニライブ＆サイン会”                                                                             | タワーレコード新宿店 7Fイベントスペース他               | |        |        |        |
| 2014年 3月 1日 - 3月14日                     | ユラユラツアー | 大阪MUSIC Club JANUS他                                  | カバー曲を本人に選ばせると小沢健二や斉藤和義の曲を選ぶ為 メンバーが土屋と声質が似ている歌手を探してシャ乱Qの「ズルい女」を歌う |        |        |        |
| 2014年 4月11日                               | 金曜日の夜 | 阿佐ヶ谷Loft A                                          | DJとしてダーリンハニーの吉川正洋と一緒に出演。 |        |        |        |
| 2014年 5月17日 - 7月20日                     | TTRE全国H.I.S.ツアー 〜弾き語りに行きますソロで。の略〜                                                                    | 東京阿佐ヶ谷Lofe A、他                                  | スターダスト・レビューの根本要に「ライブに来てくださいと言うのだけではなく自らも行かないと失礼ではないか？」と アドバイスを貰ったのがツアーのきっかけ。弾き語りが難しい曲は全て口で表現するエアバンドに切り替えた。 会場ごとにカバー曲を1曲披露。11都市15公演を行なった                                                                   |        |        |        |
| 2014年 6月11日                               | FIFAワールドカップブラジル大会日本代表戦パブリックビューイング                                                             | 小平市民総合体育館                                      | |        |        |        |
| 2014年 8月 2日                               | 東京マッチデーステージ | 味の素スタジアム特設ステージ                            | |        |        |        |
| 2014年 8月 9日                               | 音霊SEA STUDIO 2014 | 音霊SEA STUDIO                                          | 元SURFACEの椎名慶浩と共演をし、レイを首から掛けたまま「恋のマイレージ」「ゴーイングmy上へ」を共に歌う |        |        |        |
| 2014年 8月23日                               | 土屋礼央の前フリを聞いてFC東京を応援しよう！Vol.4                                                                          | 味の素スタジアム                                        | 対戦相手は浦和レッズ。4-4で引き分け |        |        |        |
| 2014年 9月 7日                               | TTRL2014 | 東京キネマ倶楽部                                        | ゲストに菅田直人と三沢崇篤が登場した。会場BGMが9月1日に放送されたNACK5キラメキミュージックスター キラスタでかかった曲だった。 |        |        |        |
| 2014年10月11日                               | AGEO街フェス2014 | 上尾カフェ・ド・グランベル                              | ミュージシャンの出演依頼を主催者から頼まれて交渉を行った |        |        |        |
| 2014年10月29日                               | この唄が、あなたに届きますように…☆vol.10                                                                                   | 渋谷duo MUSIC EXCHANGE                                  | |        |        |        |
| 2014年10月31日                               | 白岳しろpresentsテイスティング&トーク “楽しか夜” 〜20回記念〜SPECIAL LIVE & TALK                                           | TOKYO FM JET STREAM                                     | 観覧は抽選で、お酒のテイスティングがある為未成年者は参加不可だった |        |        |        |
| 2014年12月10日                               | Asagaya Loft A 7th Anniversary「トト」                                                                                     | 阿佐ヶ谷Loft A                                          | トイレと土地についてのトークライブ |        |        |        |
| 2014年12月19日 - 12月20日                    | SOLE CAFE presents 冬のTTREアコースティックライブ                                                                          | 京都SOLE CAFE                                           | クレイジーケンバンドの「クリスマスなんて大嫌い！！なんちゃって」をカバーした |        |        |        |
| 2014年12月31日                               | DISC GARAGE presents BORDERLESS 2014                                                                                       | 渋谷TSUTAYA O-WEST                                      | |        |        |        |
| 2015年                                       | |                                                         | |        |        |        |
| 2015年 1月24日                               | 音蹴杯2015 | 埼玉スーパーアリーナ                                    | 司会進行として参加 |        |        |        |
| 2015年 2月14日                               | TTRV2015 | TSUTAYA O-Nest                                          | Perfumeの「チョコレイト・ディスコ」を振り付け付きでカバーをした |        |        |        |
| 2015年 2月21日 - 2月22日                     | F.C.TOKYO祭 presented by 東京ガスライフバル                                                                                | 六本木ヒルズアリーナ                                    | |        |        |        |
| 2015年 2月26日                               | コラソンフェス2015〜ユルネバ 君は一人じゃない〜                                                                            | 下北沢GARDEN                                            | シークレットゲストとして出演をし「エクスポーズ」を披露 |        |        |        |
| 2015年 2月28日                               | 「FC東京のために200兆円で味スタを満員にしてみた」サイン会                                                                  | 啓文堂書店 府中店                                       | |        |        |        |
| 2015年 3月 5日                               | LOOP LIVE & TALK SESSION feat TTRE×ダイスケ                                                                                | 代官山LOOP                                              | |        |        |        |
| 2015年 3月27日 - 4月5日                      | TTRE×ビアンコネロ J.R.九州シリーズ 〜じっくりまわります、レンタカーで。の略〜                                              | 長崎 旧香港上海銀行長崎支店記念館 他                    | |        |        |        |
| 2015年 4月29日                               | 「走れ！夢の超特急楽団」レコード大賞企画賞受賞記念コンサート                                                               | Yokohama O-SITE                                         | |        |        |        |
| 2015年 5月10日                               | TTRE土屋礼央とFC東京を応援しよう！Vo.5                                                                                     | 味の素スタジアム                                        | 対戦相手は鹿島アントラーズ。0-1で敗北 |        |        |        |
| 2015年 6 月6日 - 8月 2日                     | TTRE全国H.I.S.ツアー2015 〜弾き語りに行きますソロで。の略〜                                                                | 阿佐ヶ谷Loft A、他                                      | 13都市17公演の弾き語りツアーを行なった |        |        |        |
| 2015年 6月27日                               | 「F.C.TOKYO魂！」presents TOKOTONミニ！本日の見どころをポイント解説！                                                      | 味の素スタジアム 青赤横丁特設ステージ                   | |        |        |        |
| 2015年 7月 9日                               | さてさてやって参りました、お久しぶりな礼央さんと一緒にBIGな夢を掴むため銀河鉄道に乗るよ！！！                              | 阿佐ヶ谷Loft A                                          | ゲストとして出演 |        |        |        |
| 2015年 9月 2日                               | 響・小林プレゼンツ「マネートーーク！」                                                                                     | ラニカイテラス by 旅工房                                | ゲストとして出演 |        |        |        |
| 2015年 9月 6日                               | TTRL2015 | 東京キネマ倶楽部                                        | 初めてコーラス隊が参加。39歳の語呂でHOME MADE家族のMICROがゲスト出演 |        |        |        |
| 2015年 9月20日                               | イナズマロックフェス2015                                                                                                   | 滋賀県草津市 烏丸半島芝生広場                           | 開催中にニコニコ生放送で番組司会をした後、アンコールでT.M.Revolution、HOME MADE家族のMICRO、 AKB48の高橋みなみと共にT.M.Revolutionの「Lakers」を歌う。 ステージに上がる際、警備員に呼び止められた為関係者PASSを身に付けたままステージに現れた                                                                                             |        |        |        |
| 2015年10月 1日                               | Asagaya/Loft A 8th Anniversary めがねミーティング                                                                          | 阿佐ヶ谷Loft A                                          | |        |        |        |
| 2015年10月10日                               | AGEOまちフェス2015 | カフェ・ド・グランベル                                  | |        |        |        |
| 2015年10月30日                               | この唄が、あなたに届きますように…☆vol.13                                                                                   | YOKOHAMA O-SITE                                         | ハロウィンにちなみ、魔女風のお面と帽子を被っていた |        |        |        |
| 2015年10月21日                               | 国分寺市立第六小学校創立五十周年記念式典                                                                                   | 国分寺市立第六小学校                                    | 卒業生のゲストとして出演 |        |        |        |
| 2015年12月12日                               | 生熊耕治Acoustic Tour2015–Beehive-                                                                                         | 札幌musica hall cafe                                    | ゲストアクトとして出演 |        |        |        |
| 2015年12月23日                               | TTRC2015 | LIVING ROOM CAFE by eplus                               | |        |        |        |
| 2015年12月30日                               | DISK GARAGE presents BORDERLESS 2015                                                                                       | TSUTAYA O-WEST                                          | |        |        |        |
| 2016年                                       | |                                                         | |        |        |        |
| 2016年 1月31日                               | Yokohama O-SITE 1st Anniversary                                                                                            | Yokohama O-SITE                                         | |        |        |        |
| 2016年 2月 6日                               | F.C.TOKYO開幕トークイベント presented by東京ガス                                                                           | スタジオアルタ                                          | SOCIOまたはクラブサポートメンバーが抽選で参加可能だった |        |        |        |
| 2016年 2月14日                               | TTRV2016 | 表参道GROUND                                            | シークレットゲストとしてRAG FAIR引地洋輔、加藤慶之、荒井健一、ズボンドズボン黒崎ジュンコが出演した |        |        |        |
| 2016年 4月29日                               | ラジオパークIN日比谷 みどりと、スポーツと、音楽と                                                                          | 日比谷公園                                              | イベントの開会宣言を代表として行った |        |        |        |
| 2016年 5月29日                               | TTRE土屋礼央とFC東京を応援しよう！Vol.6                                                                                    | 味の素スタジアム                                        | 対戦相手はガンバ大阪。1-0で勝利 |        |        |        |
| 2016年 6月24日                               | アリコン・ムービー・フェスティバル2016 RETURNS Vol.1                                                                       | 代官山 T-SITE                                           | |        |        |        |
| 2016年 7月 2日 - 7月30日                     | TTRE『ブラーリ』TOUR 2016                                                                                                  | HEAVEN'S ROCK熊谷、他                                   | 同年7月2日に発売したアルバム『ブラーリ』を引っ提げて6都市7公演のツアーを行なった |        |        |        |
| 2016年 8月 7日                               | 鉄道模型コンテスト | 東京ビッグサイト                                        | オオゼキタクと共にトークイベントのゲストとして出演 |        |        |        |
| 2016年 8月21日                               | 016キッズクラブフェスティバル presented by 森ビル                                                                          | 味の素スタジアム                                        | |        |        |        |
| 2016年 9月 9日                               | TTRL2016 | Shibuya O-EAST                                          | ゲストにRAG FAIR引地洋輔、加藤慶之、荒井健一、 黒崎ジュンコ、菅田直人、TWEEDEES、吉澤嘉代子、西寺郷太が出演。 40歳お祝いVTRでジョナサン・シガー、ゆってぃ、渡辺一平、西川貴教が出演した。 |        |        |        |
| 2016年10月 1日                               | AGEO街フェス2016 | カフェ・ド・グランベル                                  | |        |        |        |
| 2016年11月26日                               | 笑いの職人スペシャルinイオンレイクタウン                                                                                   | 越谷イオンレイクタウン                                  | 11月27日にニッポン放送で放送された特別番組の公開収録。ゲストはTKOと原口あきまさ |        |        |        |
| 2016年12月12日                               | 土屋礼央の2016年を振り返る会                                                                                               | shibuya Loft9                                           | 2016年に起きた出来事や裏話を話すトークショー。イップスであることを発表した。 |        |        |        |
| 2017年                                       | |                                                         | |        |        |        |
| 2017年 3月13日                               | トトト 〜トイレットトトレイン〜 vol.10                                                                                     | Shibuya Loft9                                           | |        |        |        |
| 2017年 4月 1日                               | TTRE土屋礼央とFC東京を応援しよう！2017                                                                                     | 味の素スタジアム                                        | 対戦相手はサガン鳥栖。3-3で引き分け。通算3勝2敗2分け |        |        |        |
| 2017年 4月29日                               | ラジオパークin日比谷2017〜君に耳キュン！〜                                                                                 | 日比谷公園 芝生エリアメインステージ                     | |        |        |        |
| 2017年 4月29日                               | チャンネル土屋礼央番外編 ニコニコ超会議スペシャル 超トークステージ                                                         | 幕張メッセ                                              | |        |        |        |
| 2017年 5月 5日                               | トトトトト〜トイレットトトレイントクベツヘントークトレイル〜                                                               | 下北沢 本多劇場                                         | プレゼンテーマ「途中経過のト」(下北沢駅の工事の途中経過をプレゼン)、 ゲストにいきものがかり水野良樹(トッテモこの場が場違い代表)、SKE48高柳明音(鳥好き代表)、 宮島咲良(特撮好き代表)、引地洋輔(トイレ好きアーティスト代表)が出演。 |        |        |        |
| 2017年 8月19日                               | トトト 〜トイレットトトレイン〜 vol.12                                                                                     | 渋谷Loft9                                               | プレゼンテーマ「都内のカラス事情」 ゲストに中村中が出演 |        |        |        |
| 2017年 9月 9日                               | マッチデーステージin青赤横丁                                                                                               | 味の素スタジアム内青赤横丁特設ステージ                  | |        |        |        |
| 2017年 9月23日                               | パブリックビューイングイベント                                                                                             | HOOTERS新宿西口店                                       | |        |        |        |
| 2017年10月21日                               | トーキョー通信2017発売イベント                                                                                             | 味の素スタジアム                                        | |        |        |        |
| 2017年11月15日                               | トトト 〜トイレットトトレイン〜 vol.13                                                                                     | 渋谷Loft9                                               | プレゼンテーマ「都下」 ゲストに中村繪里子が出演 |        |        |        |
| 2018年                                       | |                                                         | |        |        |        |
| 2018年 2月 1日                               | トトト 〜トイレットトトレイン〜 vol.14                                                                                     | 阿佐ヶ谷Loft A                                          | プレゼンテーマ「土地の怖い名前」、ゲストにパンサー尾形貴弘が出演 |        |        |        |
| 2018年 2月24日                               | 上越新幹線開業35周年・北陸新幹線開業20周年記念モバイルスタンプラリートークショー                                           | 新潟県新津鉄道資料館                                    | ダーリンハニー吉川と共に出演。当選者のみ参加可能だった |        |        |        |
| 2018年 3月31日                               | TTRE土屋礼央とFC東京を応援しよう！2018                                                                                     | 味の素スタジアム                                        | 対戦相手はガンバ大阪。3-2で勝利。通算4勝2敗2分け |        |        |        |
| 2018年 4月20日                               | トトト 〜トイレットトトレイン〜 vol.15                                                                                     | 北沢タウンホール                                        | プレゼンテーマ「トークで音楽LIVEを2倍も3倍も良く見せる方法」ゲストに廣田あいか、蛭子能収が出演 |        |        |        |
| 2018年 5月26日                               | 渡辺美里 ribbon power neo                                                                                                  | マイナビBLITZ赤坂                                       | ゲスト＆司会進行役として出演 |        |        |        |
| 2018年 6月14日                               | FC東京絶好調記念！ F.C.TOKYO魂!メンバー出席！「魂のトークライブ」                                                          | 阿佐ヶ谷LoftA                                           | |        |        |        |
| 2018年 7月 5日                               | トトト 〜トイレットトトレイン〜 vol.16                                                                                     | 阿佐ヶ谷Loft A                                          | プレゼンテーマ「投資」 ゲストはイワイイガワの岩井ジョニ男が出演 |        |        |        |
| 2018年 7月21日                               | 劇、佐藤満春 第1章 | 新宿 シアターミラクル                                   | アフタートークのシークレットゲストとして出演 |        |        |        |
| 2018年 7月24日                               | 志らくに挑戦！はじめての落語～座布団に飛び込む、歌手と俳優 五人衆!...と見届け人 志らく～                                   | 下北沢 本多劇場                                         | 落語の演目「子褒め」を披露した |        |        |        |
| 2018年 8月18日                               | 渋谷でヤル会フェス 中編 夕方の部、トークの部                                                                               | 渋谷ユーロライブ                                        | 落語の演目「粗忽長屋」を披露した |        |        |        |
| 2018年 9月 1日                               | TPP歌（トークライブとポイントポイントで歌の略）～TTRL2018～                                                                | 表参道GROUND                                            | ファンクラブインザパンツ限定ライブ。ゲストに引地洋輔、黒崎純子、菅田直人が出演した |        |        |        |
| 2018年10月10日                               | トトト 〜トイレットトトレイン〜 vol.17                                                                                     | 阿佐ヶ谷Loft A                                          | プレゼンテーマ「投資」第2弾、ゲストに元バニラビーンズのレナが出演 |        |        |        |
| 2018年12月11日                               | 土屋礼央の41歳と2018年を振り返る会                                                                                         | 阿佐ヶ谷Loft A                                          | |        |        |        |
| 2018年12月15日                               | 不動院寄席12月 | 六本木不動院                                            | 落語の演目「たらちね」を披露した |        |        |        |
| 2019年                                       | |                                                         | |        |        |        |
| 2019年 1月23日                               | トトト 〜トイレットトトレイン〜 vol.18                                                                                     | 阿佐ヶ谷Loft A                                          | プレゼンテーマ「東京近郊のラジオの楽しみ方」 ゲストに野呂佳代が出演 |        |        |        |
| 2019年 2月 2日                               | 2019年も33日目です。今年もよろしくお願いします2019                                                                         | 表参道GROUND                                            | ファンクラブインザパンツフリー限定イベント |        |        |        |
| 2019年 2月21日                               | 泉の森の落語会♯1 | 泉の森会館ホール                                        | 落語の演目「子ほめ」を披露した |        |        |        |
| 2019年 3月 4日                               | レオらくご | お江戸上野広小路亭                                      | 落語の演目「子ほめ」「粗忽長屋」を披露した ゲストに笑福亭鶴光、立川志らら。ゲストが落語会の大先輩だが土屋がトリを務めた |        |        |        |
| 2019年 3月18日                               | ニッポン放送『土屋礼央 レオなるど』公開放送                                                                                | ニッポン放送イマジンスタジオ                            | |        |        |        |
| 2019年 4月 6日                               | TTRE土屋礼央とFC東京を応援しよう！2019                                                                                     | 味の素スタジアム                                        | 対戦相手は清水エスパルス。2-1で勝利。通算5勝2敗2分け |        |        |        |
| 2019年 4月13日                               | 国分寺観光大使土屋礼央とJR国分寺駅駅長のトークショー                                                                       | cocobunjiプラザ リオンホール                            | |        |        |        |
| 2019年 4月15日                               | トトト 〜トイレットトトレイン〜 vol.19                                                                                     | 阿佐ヶ谷Loft A                                          | プレゼンテーマ「とにかく凄い自動運転」 ゲストにぷりあでぃす玲奈が出演 |        |        |        |
| 2019年 4月18日                               | 泉の森の落語会♯2 | 泉の森会館ホール                                        | 落語の演目「初天神」を披露した |        |        |        |
| 2019年 5月 6日                               | TTRE LIVE～10連休終わり良ければすべて良しSP〜                                                                              | 表参道GROUND                                            | ファンクラブインザパンツフリー限定イベント |        |        |        |
| 2019年 5月28日                               | 不動院寄席 | 六本木不動院                                            | 師匠の立川志ら乃の創作落語「グロサリー部門」を披露した |        |        |        |
| 2019年 6月 1日                               | ニッポン放送『土屋礼央 SOUND RING』公開録音                                                                                | 日比谷公園                                              | 日比谷音楽祭イベントステージにて |        |        |        |
| 2019年 6月20日                               | ふたり神楽坂 | 神楽坂 香音里                                           | 落語の演目「鰻屋」を披露した |        |        |        |
| 2019年 7月18日                               | トトト 〜トイレットトトレイン〜 vol.20                                                                                     | 阿佐ヶ谷Loft A                                          | プレゼンテーマ「とっても快適献血ライフ」 ゲストに ずん の飯尾和樹が出演 |        |        |        |
| 2019年 7月27日                               | ぷらっとホームBAR at 新津駅                                                                                                | 新津駅1番線                                             | JR東日本新潟支社のイベント。トークライブ2回公演 |        |        |        |
| 2019年 7月29日                               | レオらくご Vol.2 〜真夏のホラー&怪談噺SP〜                                                                                 | 浅草 木馬亭                                             | 落語の演目「鰻屋」「三年目」を披露した。ゲストに 講談師 一龍斎貞弥、ホラー作家 平山夢明が出演 |        |        |        |
| 2019年 8月 6日                               | FC東京今年も前半戦絶好調記念！ F.C.TOKYO魂!メンバー出席！「魂のトークライブ vol.2」                                        | 阿佐ヶ谷LoftA                                           | 後半から原大悟が飛び入り出演した |        |        |        |
| 2019年 8月15日                               | 第105回 南大塚ホール落語会                                                                                                 | 南大塚ホール                                            | 落語の演目「たらちね」を披露した |        |        |        |
| 2019年 8月29日 2019年 9月 2日 2019年 9月 3日 | TTRL2019 | 表参道GROUND                                            | 初の3days開催。初日はお子様ウエルカムデーとして14時半開演の着席ライブ、 2日目は立ち見、3日目は着席で各日異なる開演時間で行われた |        |        |        |
| 2019年 9月10日                               | ティアラこうとうでヤル会                                                                                                   | ティアラこうとう 小ホール                               | 落語の演目「初天神」を披露した |        |        |        |
| 2019年10月20日                               | 清澄白河でヤル会 〜志ら乃とちちちぃと土屋礼央と〜                                                                          | 深川江戸資料館 小劇場                                   | 落語の演目「強情灸」を披露した |        |        |        |
| 2019年11月10日                               | FM NACK5後援 『レオらくご 特別編』〜 supported by カメレオンパーティー × GOGOMONZ 〜                                       | 市民会館おおみや 小ホール                               | 落語の演目「初天神」「禁酒番屋」を披露した。ゲストに 三遊亭鬼丸、佐々木もよこ、高橋麻美が出演 |        |        |        |
| 2019年11月18日                               | トトト 〜トイレットトトレイン〜 vol.21                                                                                     | 阿佐ヶ谷Loft A                                          | プレゼンテーマ「東京ガス工場見学レポート」 ゲストにアンガールズの田中卓志が出演 |        |        |        |
| 2019年12月 7日                               | TTRE LIVE ～もうすぐクリスマスですね！MCDN！～                                                                             | TSUTAYA O-nest                                          | |        |        |        |
| 2019年12月 9日                               | 国立演芸場でヤル会2 | 国立演芸場                                              | 落語の演目「粗忽長屋」を披露した |        |        |        |
| 2019年12月10日                               | 国分寺市制施行55周年記念企画展 オープニングセレモニー / 国分寺ぶんぶんチャンネル公開収録「祝！市制施行55周年国分寺GOGO！」 | cocobunjiプラザ リオンホール                            | |        |        |        |
| 2019年12月10日                               | FC東京は果たしてJリーグ杯を掲げているのか？ F.C.TOKYO魂!メンバー出席！「魂のトークライブ vol.3」                           | 阿佐ヶ谷LoftA                                           | ジョナサン・シガーは欠席 |        |        |        |
| 2020年                                       | |                                                         | |        |        |        |
| 2020年 1月 4日                               | 祝 令和二年目突入記念 東陽町でヤル会                                                                                       | 江東区文化センター 2Fホール                             | 落語の演目「子ほめ」を披露した |        |        |        |
| 2020年 1月23日                               | 第0回 ラジオドラフト会議                                                                                                   | Loft9 Shibuya                                           | |        |        |        |
| 2020年 2月 7日                               | レオらくご Vol.3 | 汐留ホール                                              | 立川志ら乃の創作落語「グロサリー部門」、自身の創作落語「津軽海峡冬景色」を披露した ゲストに 林家彦いち、堀井新太が出演 |        |        |        |
| 2020年 2月11日                               | RADIO EXPO 〜TBSラジオ万博2020〜                                                                                           | PACIFICO YOKOHAMA                                       | たまむすびスペシャルステージに出演 |        |        |        |
| 2020年 2月17日                               | トトト 〜トイレットトトレイン〜 vol.22                                                                                     | 阿佐ヶ谷Loft A                                          | プレゼンテーマ「途中経過 渋谷再開発レポート」 ゲストに岸洋佑が出演 |        |        |        |
| 2020年 2月24日                               | TTRE LIVE～2020年初ライブ！おそらく最後のあけましておめでとう！～                                                          |                                                         | コロナウイルスの被害拡大を防ぐ為中止を決断した |        |        |        |
| 2021年                                       | |                                                         | |        |        |        |
| 2021年10月30日                               | くすまちメルサンホール開館20周年記念『鉄旅・音旅 出発進行！〜音で楽しむ鉄道旅〜』公開収録                                  | くすまちメルサンホール                                  | 大分県玖珠町で番組初の公開収録が行われた |        |        |        |
| 2022年                                       | |                                                         | |        |        |        |
| 2022年 4月10日                               | スカパー!presents「野球見ようぜ。」トークショー                                                                            | ベルーナドーム バックスクリーン裏特設ステージ           | 【スカパー!埼玉西武ライオンズ応援団長】として出演し進行を務めた。石毛宏典、GG佐藤、多村仁志が出演 |        |        |        |
| 2022年 4月29日                               | 武蔵国分寺跡史跡指定100周年記念オープニングイベント                                                                        | 国分寺市立いずみホール                                  | 国分寺市観光大使として、午後の部の司会進行とトークセッションを行なった |        |        |        |
| 2022年 5月24日                               | ニニンカイ #3 | ティアラこうとう 小ホール                               | 落語の演目「替わり目」を披露した |        |        |        |
| 2022年 6月 4日                               | 『鉄旅・音旅 出発進行！〜音で楽しむ鉄道旅〜』公開収録                                                                      | 宇和島市立南予文化会館                                  | |        |        |        |
| 2022年 9月 7日 2022年 9月12日                | TTRL2022 | 表参道GROUND                                            | ゲストに佐々木もよこ、加藤慶之が出演し、「ラジオのトリコ」を披露した |        |        |        |
| 2022年 9月21日                               | たまむすび in 武道館 〜10年の実り大収穫祭！〜                                                                              | 日本武道館                                              | |        |        |        |
| 2022年10月26日                               | 公開トライ＆エラーイベント ～チーム志ら乃 2～                                                                              | としま区民センター 4F和室                               | 飛び入りゲストで前座を務め、落語の演目「グロサリー部門」を披露した |        |        |        |
| 2022年11月10日                               | ニニンカイ #5 | お江戸上野広小路亭                                      | 落語の演目「グロサリー部門」「芝浜」を披露した |        |        |        |
| 2023年                                       | |                                                         | |        |        |        |
| 2023年 1月25日 2023年 1月26日                | チーム志ら乃4 ～土屋礼央が同じネタを二日連続で高座に掛ける～ チーム志ら乃5 ～土屋礼央が同じネタを二日連続で高座に掛ける～  | としま区民センター 4F和室                               | 落語の演目「強情灸」「粗忽長屋」を披露した |        |        |        |
| 2023年 1月28日                               | 全国ハモネプリーグLIVE2023冬 〜決勝グループ集合スペシャル〜                                                                | 新宿文化センター 大ホール                               | MCを務めた |        |        |        |
| 2023年 2月22日                               | TTRE LIVE 〜2023年初ライブ！おそらく最後のあけましておめでとう！〜                                                         | 表参道GROUND                                            | |        |        |        |
| 2023年 3月 8日                               | TTRE LIVE 〜2023年初ライブ追加公演！これが本当に最後のあけましておめでとう！〜                                             | 表参道GROUND                                            | |        |        |        |
| 2023年 3月16日 2023年 3月20日                | チーム志ら乃6.5 チーム志ら乃7                                                                                              | としま区民センター 4F和室                               | 落語の演目「ぞろぞろ」を披露した |        |        |        |
| 2023年 4月24日 - 8月22日                     | H.I.S.（弾き語りに行きます、少しずつの略）ツアー2023                                                                       | 下北沢 Half Moon Hall、他                               | vol.0(同年4月24日)、vol.1(同年5月16日)をHalf Moon Hallで開催した後、7都市を巡った |        |        |        |
| 2023年 5月 2日 2023年 5月25日                | チーム志ら乃9 チーム志ら乃10                                                                                               | としま区民センター 4F和室                               | 落語の演目「子は鎹」(子別れ・下) を披露した |        |        |        |
| 2023年 6月 8日                               | 第1回 ラジオを愛でる会 | LOFT9 Shibuya                                           | 同時配信も行われた |        |        |        |
| 2023年 7月11日 2023年 7月20日                | チーム志ら乃12 チーム志ら乃13                                                                                              | としま区民センター 4F和室                               | 落語の演目「たらちね」を披露した |        |        |        |
| 2023年 9月16日                               | TTRL2023 | GRIT at Shibuya                                         | ゲストに黒崎ジュンコ、菅田直人が出演した |        |        |        |
| 2023年 9月21日 2023年 9月26日                | チーム志ら乃15 チーム志ら乃16                                                                                              | としま区民センター 4F和室                               | 落語の演目「狸の札」を披露した |        |        |        |
| 2023年 9月23日                               | FC東京25周年記念 魂！のトークライブ                                                                                        | 青赤パークsupported by TOKYO GAS 南側広場内特設ステージ | |        |        |        |
| 2023年11月13日 2023年11月29日                | チーム志ら乃18 チーム志ら乃19                                                                                              | としま区民センター 4F和室                               | 自身の創作落語「フェスの楽屋」を披露した |        |        |        |
| 2023年12月 5日                               | 第2回 ラジオを愛でる会 | LOFT9 Shibuya                                           | 同時配信も行われた |        |        |        |
| 2023年12月19日 2023年12月20日                | チーム志ら乃21 チーム志ら乃22                                                                                              | としま区民センター 4F和室                               | 落語の演目「ぞろぞろ」を披露した |        |        |        |
| 2024年                                       | |                                                         | |        |        |        |
| 2024年 1月11日                               | 春風亭一之輔・土屋礼央 落語とラジオ「ラ」の会                                                                              | 紀伊國屋サザンシアター TAKASHIMAYA                      | 春風亭一之輔との二人会。落語の演目「ぞろぞろ」を披露した |        |        |        |
| 2024年 1月26日                               | 土屋礼央の2023年振り返り＆2024年計画発表会                                                                                 | A Talk Club WOOFER                                      | ツイキャスにて配信も行われた |        |        |        |
| 2024年 1月28日                               | エイブル presents 第6回 NACK5チームラン in 大宮公園                                                                        | 大宮公園                                                | NACK5パーソナリティチームの一員として参加。スターターも務めた |        |        |        |
| 2024年 1月30日 2024年 1月31日                | チーム志ら乃23 チーム志ら乃24                                                                                              | としま区民センター 4F和室                               | 落語の演目「初天神」を披露した |        |        |        |
| 2024年 3月 6日 2024年3月12日                 | チーム志ら乃27 チーム志ら乃28                                                                                              | としま区民センター 4F和室                               | 落語の演目「親子酒」を披露した |        |        |        |
| 2024年 4月10日 - 8月21日                     | H.I.S.（弾き語りに行きます、しっぽりとの略）ツアー2024                                                                     | 下北沢 Half Moon Hall、他                               | 7都市10公演の弾き語りツアーを行なった（追加公演を含む） |        |        |        |
| 2024年 5月 3日                               | ゼンザのコテン トークショー                                                                                                | 深川東京モダン館 2F                                     | 立川のの一 個展にて、立川志ら乃とトークショーに出演した |        |        |        |
| 2024年 5月 9日 2024年 5月23日                | チーム志ら乃32 チーム志ら乃33                                                                                              | としま区民センター 4F和室                               | 落語の演目「星野屋」を披露した |        |        |        |
| 2024年 7月31日 2024年 8月 5日                | チーム志ら乃36 チーム志ら乃37                                                                                              | としま区民センター 4F和室                               | 落語の演目「ろくろっ首」を披露した |        |        |        |
| 2024年 9月19日 2024年 9月24日                | チーム志ら乃40 チーム志ら乃41                                                                                              | としま区民センター 4F和室                               | 落語の演目「壺算」を披露した |        |        |        |
| 2024年10月 4日                               | 伊勢丹立川出店 77周年祭 土屋礼央さん 多摩愛あふれるトークショー                                                            | 伊勢丹立川店 2階特設会場                                | 伊勢丹立川店の店長と共に多摩にまつわるトークショーを午前と午後の2回開催した |        |        |        |
| 2024年11月19日 2024年11月28日                | チーム志ら乃42 チーム志ら乃43                                                                                              | としま区民センター 4F和室                               | 落語の演目「芝浜」を披露した |        |        |        |
| 2024年12月12日                               | 魂！のトークライブ〜FC東京2024を振り返る＆未来！〜                                                                         | A Talk Club WOOFER                                      | 渡邊一平、ゆってぃと共に出演しMCを務めた。橘ゆりか、コハロン、長谷川アーリアジャスールがゲスト出演した |        |        |        |
| 2024年12月24日                               | 2024たちかわイルミネーション星の並木 土屋礼央トークショー                                                                  | 立川サンサンロード 特設ステージ                         | |        |        |        |
| 2025年                                       | |                                                         | |        |        |        |
| 2025年 1月24日                               | 伊勢丹立川店 新店舗開店祭 土屋礼央さん 多摩愛溢れるトークショー 第2弾                                                      | 伊勢丹立川店 2階特設会場                                | 伊勢丹立川店の店長とのトークショーに出演。午前と午後の2回開催した |        |        |        |
| 2025年 3月 7日                               | Gakken「5分後に意外な結末」 The Stage Vol.2                                                                                | 横浜ランドマークホール                                  | 短編10作品の朗読劇2公演に出演した |        |        |        |
| 2025年 4月 9日                               | 土屋礼央の2024年度振り返り＆2025年度計画発表会                                                                             | A Talk Club WOOFER                                      | 土屋礼央の声帯見学会では自身の声帯の動画を公開し、声帯ポリープ切除手術の予定と3週間の休養を公表した。ツイキャスにて配信も行われた |        |        |        |
| 2025年 5月23日 -                             | H.I.S.（弾き語りに行きます、しっぽりとの略）ツアー2025                                                                     | 下北沢 Half Moon Hall、他                               | |        |        |        |
| 2025年 6月20日                               | チーム志ら乃53 〜久々土屋礼央！〜                                                                                          | としま区民センター 4F和室                               | 落語の演目「子は鎹」を披露した |        |        |        |

### オンライン配信ライブ・イベント
| 日付           | タイトル | ツール                            | 備考                                                                                            |        |        |        |
| 2020年         | 2020年 | 2020年                            | 2020年                                                                                          | 2020年 | 2020年 | 2020年 |
| -------------- | --- | --------------------------------- | ----------------------------------------------------------------------------------------------- | ------ | ------ | ------ |
| 2020年 2月24日 | TTRE LIVE～2020年初ライブ！おそらく最後のあけましておめでとう！～ スタジオライブ                                            | ニコニコ生放送 チャンネル土屋礼央 | 表参道GROUNDで予定されていた中止公演の開演時間よりスタジオライブをリアルタイム配信した          |        |        |        |
| 2020年 3月 9日 | FC東京について熱く語ろう！魂のトークライブ延期で魂メンバー緊急生配信！                                                      | ニコニコ生放送 チャンネル土屋礼央 | 阿佐ヶ谷Loft Aで予定されていた「魂のトークライブ vol.4」の開演時間より生放送                    |        |        |        |
| 2020年5月24日  | ワタナベエンターテインメント 俳優落語                                                                                       | AXEL CHANNEL                      | 落語の演目「子ほめ」を披露した。山田悠介、堀井新太、ギター漫談でマキタスポーツが出演            |        |        |        |
| 2020年 6月 6日 | TOKYO トークショー in青赤パークオンライン supported by XFLAG「Nao's魂！」                                                   | Zoom                              | 石川直宏、F.C.TOKYO魂!メンバー、橘ゆりかが出演。高橋秀人と権田修一がサプライズ出演した          |        |        |        |
| 2020年 7月 8日 | TTRE土屋礼央とFC東京を応援しよう！2020実況解説 「FC東京 対 川崎フロンターレ」                                               | ニコニコ生放送 チャンネル土屋礼央 | 毎年恒例のイベントをオンラインで開催。DAZNで試合を視聴しながら実況解説のみ生配信した            |        |        |        |
| 2020年 7月23日 | たまむすびオンライン公開放送 〜ここにいるよ！                                                                               | Zoom                              | 抽選で選ばれたリスナー100人をモニターに映し、例年行っている公開生放送の様子をスタジオで再現した |        |        |        |
| 2020年 7月29日 | レオらくご うぇぶ版 | ZAIKO                             | 落語の演目「強情灸」「宮戸川」を披露した。ゲストに 立川志ら乃、関智一が出演                     |        |        |        |
| 2020年 8月13日 | TOKYO TALK SHOW 〜魂の7月を振り返る！〜                                                                                     | PIA LIVE STREAM                   | F.C.TOKYO魂!メンバーが出演                                                                      |        |        |        |
| 2020年 9月 8日 | 新作らくごのアイデアのみを喋るトーク配信                                                                                    | TwitCasting                       | 立川志ら乃、山口竜之介が出演。LOFT CHANNELにてNaked Loftより配信                                |        |        |        |
| 2020年9月22日  | 全国ハモネプLIVE2020 〜今聴いて欲しい♫ ぼくたちの生ハーモニー〜                                                             | PIA LIVE STREAM                   | 人見記念講堂より無観客ライブを生配信。解説を交えながら司会進行MCを務めた                        |        |        |        |
| 2021年         | |                                   |                                                                                                 |        |        |        |
| 2021年 5月 7日 | 第1回ラジオドラフト会議 | TwitCasting                       | VTR出演で “コミッショナー”として参加。LOFT / PLUS ONEより生配信された                           |        |        |        |
| 2021年 8月21日 | TTRE土屋礼央とFC東京を応援しよう！2021実況解説 「FC東京 対 ガンバ大阪」                                                     | ニコニコ生放送 チャンネル土屋礼央 | 昨年に続きオンラインで開催。11年目にして初のアウェー試合の実況解説を配信                        |        |        |        |
| 2022年         | |                                   |                                                                                                 |        |        |        |
| 2022年6月12日  | オールナイトニッポン55周年 西川貴教のオールナイトニッポン25周年 西川貴教のちょこっとナイトニッポン10周年 周年ナイトニッポン | Streaming+                        | 東京国際フォーラム・ホールAで開催されたイベントにVTR出演した                                    |        |        |        |